# Miljkovac (Knjaževac)
Miljkovac (serbisch-kyrillisch Миљковац) ist ein Dorf in der Opština Knjaževac, Serbien, mit 86 Einwohnern laut Volkszählung 2011. Es liegt am Ende einer Sackgasse inmitten von Hügeln. Nordwestlich des Ortes verläuft gut einen Kilometer nordwestlich die Bahnstrecke Crveni Krst–Prahovo Pristanište entlang des Svrljiški Timok. Der Haltepunkt Svrljiški Miljkovac, an dem je zweimal täglich Regionalzüge nach Niš und Zaječar halten, ist über einen Feldweg mit dem Dorf verbunden.
Die Bevölkerung ist im Durchschnitt über 70 Jahre alt, seit Ende des Zweiten Weltkriegs hat sie sich verzehntelt. Die Bewohner sehen sich allesamt als Serben, nur eine Person wollte oder konnte beim Zensus 2002 seine ethnische Zugehörigkeit nicht deklarieren.

## Belege
1. ↑  Република Србија, Републички завод за статистику: УПОРЕДНИ ПРЕГЛЕД БРОЈА СТАНОВНИКА: 1948, 1953, 1961, 1971, 1981, 1991, 2002. И 2011. Република Србија Републички завод за статистику, Belgrad 2014, ISBN 978-86-6161-109-4, S. 104 (serbisch, Online [PDF]).
2. ↑  Srbija Voz: 75 Niš-Zaječar-Parhovo Pristanište-Zaječar-Niš. Srbija Voz, 2022, abgerufen am 17. Dezember 2022 (serbokroatisch).